# Hrabstwo Isle of Wight

Piramida wieku hrabstwa

Hrabstwo Isle of Wight – hrabstwo w USA, w stanie Wirginia, według spisu z 2000 roku liczba ludności wynosiła 29728. Siedzibą hrabstwa jest Isle of Wight.

## Geografia
Według spisu hrabstwo zajmuje powierzchnię 940 km², z czego 819 km² stanowią lądy, a 121 km² – wody.

### Miasta
- Smithfield
- Windsor

### CDP
- Benns Church
- Camptown
- Carrollton
- Carrsville
- Rushmere